# سفيه
سفیه در حقوق و قانون مدنی، یکی از انواع محجورین در است که از عقل معاش، برخوردار نبوده و توانایی تصمیم گیری صحیح در خصوص امور مالی خود را ندارد و برخلاف مجنون دائمی یا صغیر غیر ممیز که در تمامی اعمال حقوقی، نیازمند اذن ولی قهری یا قیم خود هستند، صرفا، در انجام اعمال مالی، نیازمند اجازه ولی خود بوده و سایر معاملات و اعمال حقوقی وی، نافذ و صحیح می باشند.